# Liste der Biografien/Old
Liste der Biografien |
Portal Biografien |
Personensuche
# |
A |
B |
C |
D |
E |
F |
G |
H |
I |
J |
K |
L |
M |
N |
O |
P |
Q |
R |
S |
T |
U |
V |
W |
X |
Y |
Z |
?
 
Oa |
Ob |
Oc |
Od |
Oe |
Of |
Og |
Oh |
Oi |
Oj |
Ok |
Ol |
Om |
On |
Oo |
Op |
Oq |
Or |
Os |
Ot |
Ou |
Ov |
Ow |
Ox |
Oy |
Oz
 
Ola |
Olb |
Olc |
Old |
Ole |
Olf |
Olg |
Olh |
Oli |
Olj |
Olk |
Oll |
Olm |
Oln |
Olo |
Olp |
Olr |
Ols |
Olt |
Olu |
Olv |
Olw |
Oly |
Olz
Die Liste der Biografien führt alle Personen auf, die in der deutschsprachigen Wikipedia einen Artikel haben. Dieses ist eine Teilliste mit 229 Einträgen von Personen, deren Namen mit den Buchstaben „Old“ beginnt.

## Old
- Old, Ben (* 2002), neuseeländischer Fußballspieler
- Old, Chris (* 1948), englischer Cricketspieler
- Old, Henrik (* 1947), färöischer Politiker
- Old, Lloyd J. (1933–2011), US-amerikanischer Krebsforscher
- Old, Steven (* 1986), neuseeländischer Fußballspieler

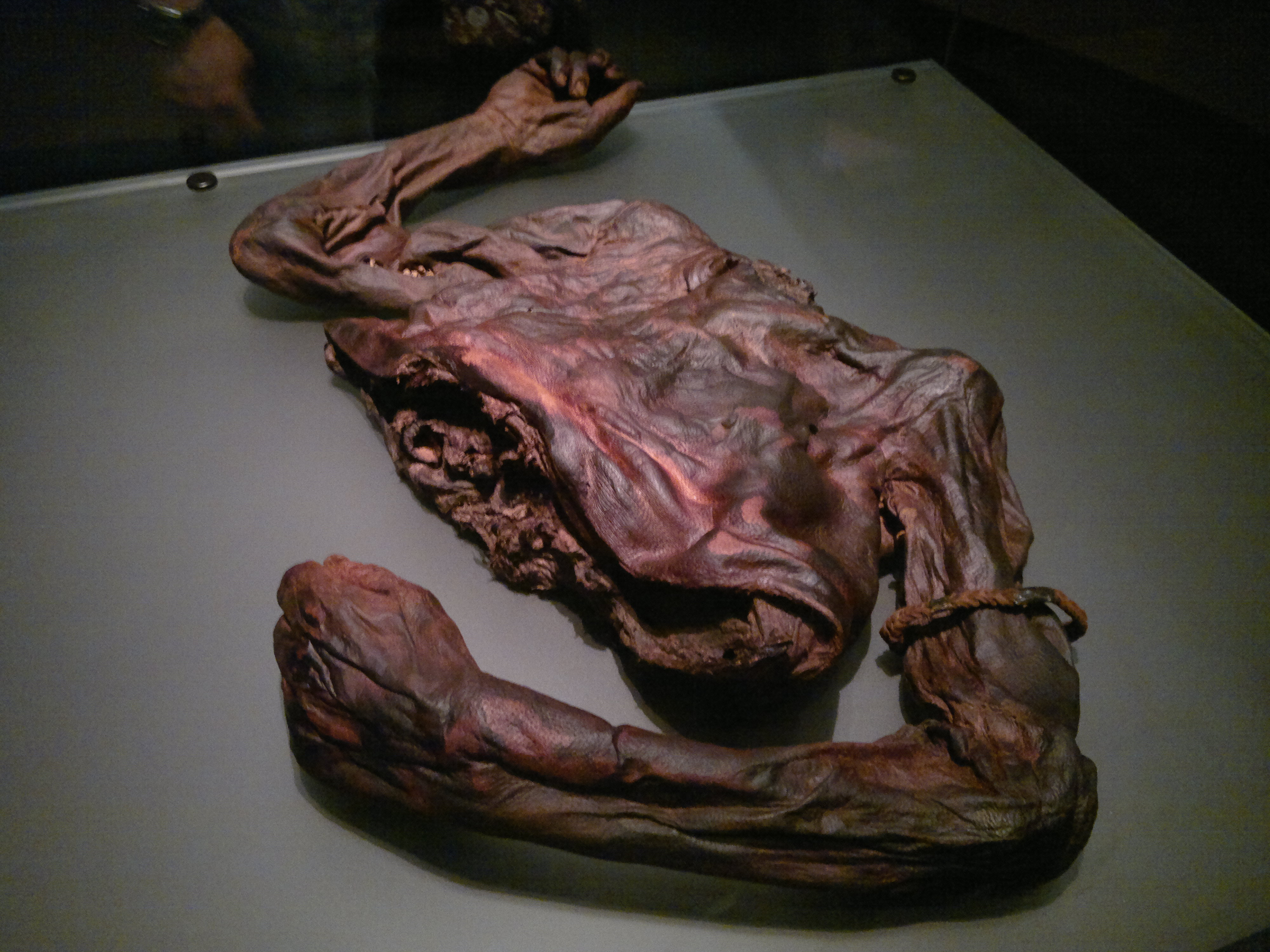
Old-Croghan-Mann

- Old-Croghan-Mann, MoorleicheOld-Croghan-Mann

### Olda
- Oldach, Johann (1872–1946), deutscher Politiker (SPD)
- Oldach, Julius (1804–1830), deutscher Maler
- Oldach, Ludwig (1888–1987), deutscher Politiker (NSDAP) und SS-Standartenführer, MdR
- Oldag, Hans (1901–1978), deutsch-amerikanischer Leichtathlet
- Oldag, Harald (1899–1972), deutscher Journalist
- Oldag, Matthias (* 1954), deutscher Opernregisseur und Theaterintendant
- Oldag, Wolfgang (1931–2008), deutscher Schauspieler und Regisseur
- Oldaker, Jamie (1951–2020), US-amerikanischer Schlagzeuger und Percussionist
- Ołdakowski, Kazimierz (1878–1940), polnischer Ingenieur
- Oldal, Lajos (1894–1979), ungarischer Maler
- Oldan, Juan F., uruguayischer Politiker
- Oldani, Bruno (1936–2021), Schweizer Fotograf, Grafikdesigner und Industriedesigner
- Oldani, Luigi (1905–1976), italienischer römisch-katholischer Geistlicher, Weihbischof in Mailand
- Oldani, Stefano (* 1998), italienischer Radrennfahrer

### Oldb
- Oldberg, Anders (1804–1867), schwedischer Pädagoge und Buchautor
- Oldberg, Arne (1874–1962), US-amerikanischer Komponist
- Oldberg, Oscar (1846–1913), US-amerikanischer Pharmakologe

### Oldc
- Oldcastle, John († 1417), englischer Soldat, Politiker, Anführer der Lollarden
- Oldcorn, Andrew (* 1960), schottischer Berufsgolfer
- Oldcorn, Richard (1938–2022), britischer Fechter

### Olde
- Olde Heuvel, Remco (* 1983), niederländischer Eisschnellläufer
- Olde Heuvel, Wouter (* 1986), niederländischer Eisschnellläufer
- Olde Riekerink, Jan (* 1963), niederländischer Fußballspieler und -trainer
- Olde, Emanuel (1802–1885), schwedischer Romanist, Anglist und Nordist
- Olde, Hans (1855–1917), deutscher MalerHans Olde (1855–1917)

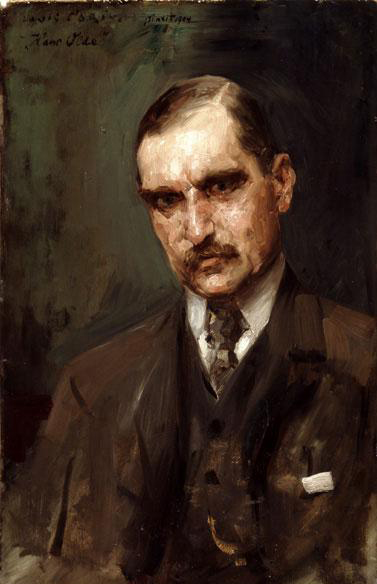
Hans Olde (1855–1917)

- Olde, Hans der Jüngere (1895–1987), deutscher Maler und Grafiker
- Olde, Hinrich Christian (1727–1789), deutscher Kaufmann
- Olde, Margareth (* 2000), estnische Schachspielerin
- Oldecop, Johann Justus (1635–1685), deutscher lutherischer Theologe, Gymnasiallehrer, Superintendent und Autor
- Oldehoff, Lubbert († 1462), Abt des Benediktinerklosters Liesborn (1431–1462)
- Oldekop, Gustav Adolph (1755–1838), estnischer Dichter und Literat
- Oldekop, Henning (1846–1923), deutscher Gutsbesitzer und Topograph
- Oldekop, Iwan (1844–1936), deutscher Vizeadmiral
- Oldekop, Iwan (1878–1942), deutscher Admiral der Reichsmarine
- Oldekop, Johann Georg (1696–1758), deutscher evangelischer Geistlicher
- Oldekop, Johannes (1493–1574), deutscher katholischer Theologe und Geistlicher
- Oldekop, Justus (1597–1667), Jurist und Diplomat, aktiver Gegner der Hexenprozesse seiner Zeit
- Oldekop, Marie (1883–1971), deutsche Malerin
- Oldekop, Theodor (1724–1806), deutsch-baltischer Pastor und Herausgeber
- Oldekop, Theodor (1811–1894), deutscher Verwaltungsjurist
- Oldelli, Gian Alfonso (1733–1821), Schweizer Kapuziner, Hochschullehrer und Heimatforscher
- Oldemeyer, Ernst (1928–2020), deutscher Philosoph
- Olden, Balder (1882–1949), deutscher Schriftsteller und Journalist
- Olden, Charles Smith (1799–1876), US-amerikanischer Politiker
- Olden, Christine (1888–1959), österreichisch-amerikanische Psycho- und Kinderanalytikerin
- Olden, Hans (1859–1932), deutscher Schriftsteller
- Olden, Hans (1892–1975), österreichischer Schauspieler
- Olden, John (1918–1965), österreichisch-britischer Fernsehregisseur, Filmproduzent und Drehbuchautor
- Olden, Marc (1933–2003), US-amerikanischer Thrillerautor
- Olden, Rudolf (1885–1940), deutscher Rechtsanwalt und Journalist
- Olden, Sondre (* 1992), norwegischer Eishockeyspieler
- Oldenbarnevelt, Johan van (1547–1619), niederländischer Staatsmann und DiplomatJohan van Oldenbarnevelt (1547–1619)

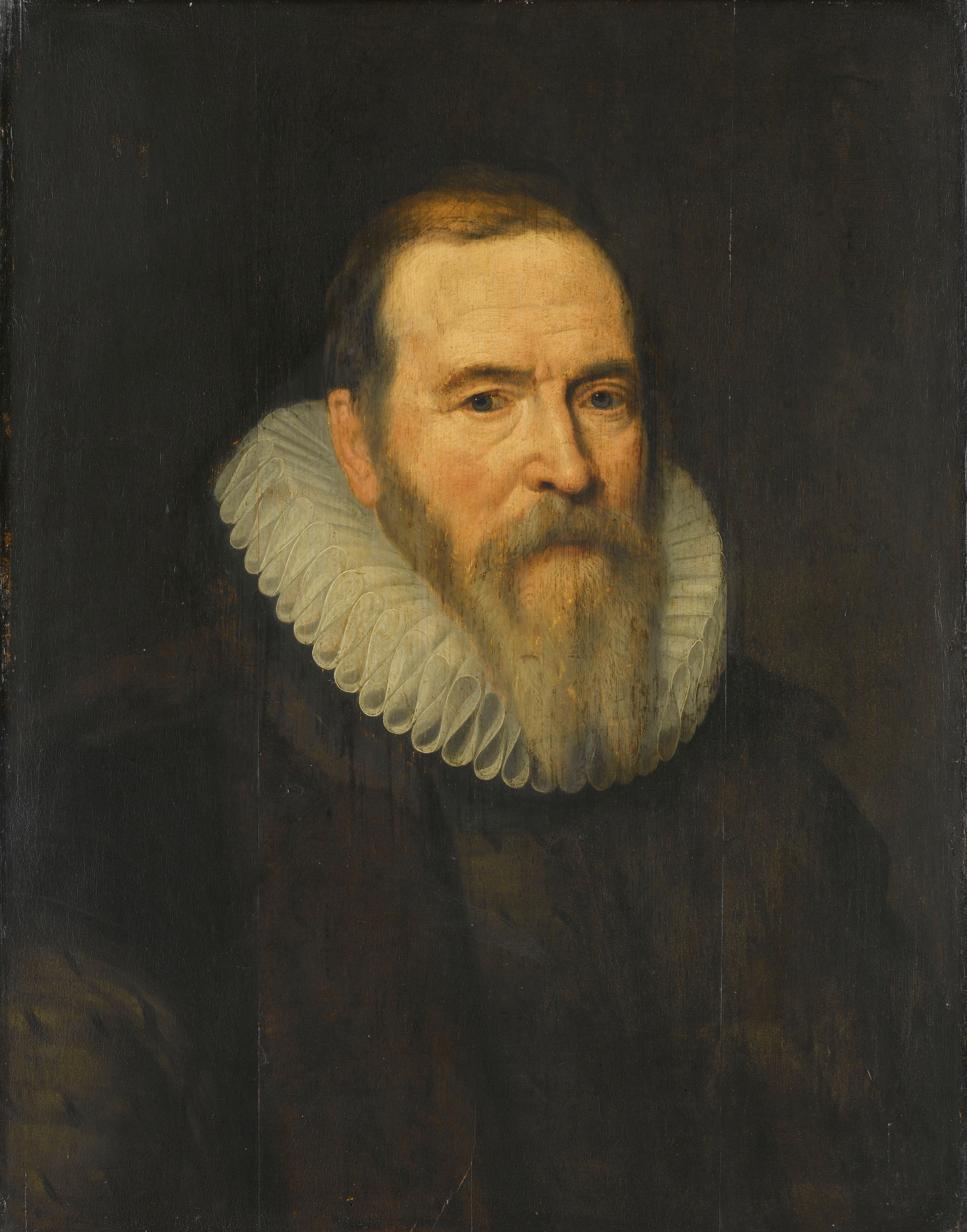
Johan van Oldenbarnevelt (1547–1619)

- Oldenberg, Hermann (1854–1920), deutscher Indologe
- Oldenberg, Karl (1864–1936), deutscher Nationalökonom und Hochschullehrer
- Oldenborch, Bernhard († 1367), Lübecker Kaufmann, Ratsherr und Diplomat
- Oldenborch, Paulus († 1436), Ratssekretär der Hansestadt Lübeck
- Oldenborgh, Geert Jan van (1961–2021), niederländischer Klimatologe und Physiker
- Oldenbourg, Friedrich (1888–1941), deutscher Verleger
- Oldenbourg, Helmut (1892–1957), deutscher Offizier und SA-Führer
- Oldenbourg, Rudolf (1811–1903), deutscher Verleger
- Oldenbourg, Rudolf (1887–1921), deutscher Kunsthistoriker
- Oldenbourg, Zoé (1916–2002), russische Malerin, Historikerin und Schriftstellerin
- Oldenburg, Adam Christopher (1736–1803), dänischer Generalmajor
- Oldenburg, Adolf von (* 1898), deutscher Politiker (SPD)
- Oldenburg, Alexandra von (1838–1900), deutsche Prinzessin, Großfürstin von Russland und NonneAlexandra von Oldenburg (1838–1900)

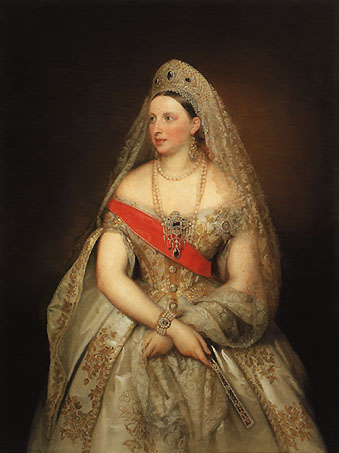
Alexandra von Oldenburg (1838–1900)

- Oldenburg, Anton Günther Herzog von (1923–2014), deutscher Adelsnachkomme, Chef des Hauses Oldenburg
- Oldenburg, Bernhard Vollrad von (1744–1805), preußischer Offizier, zuletzt Generalmajor und Chef des Infanterie-Regiments Nr. 31
- Oldenburg, Botho von (1814–1888), preußischer Großagrarier und Politiker
- Oldenburg, Brandon, US-amerikanischer Animator
- Oldenburg, Christel (* 1961), deutsche Politikerin (SPD), Mitglied der Hamburgischen Bürgerschaft und Historikerin
- Oldenburg, Christian von († 1192), oldenburgischer Grafensohn und Kreuzfahrer
- Oldenburg, Christoph von (1504–1566), deutscher Adliger
- Oldenburg, Claes (1929–2022), schwedischer Künstler der Pop Art
- Oldenburg, Dietrich (* 1933), deutscher Schriftsteller und Beamter
- Oldenburg, Dirk (* 1967), deutscher Volleyballspieler
- Oldenburg, Eduard (1882–1965), deutscher Landwirt und Politiker
- Oldenburg, Elimar von (1844–1895), deutscher Komponist, Schriftsteller und Militär
- Oldenburg, Ernst (1914–1992), deutscher Maler und Bildhauer
- Oldenburg, Felix (* 1976), deutscher Verbandsmanager, Sozialunternehmer und PublizistFelix Oldenburg (* 1976)

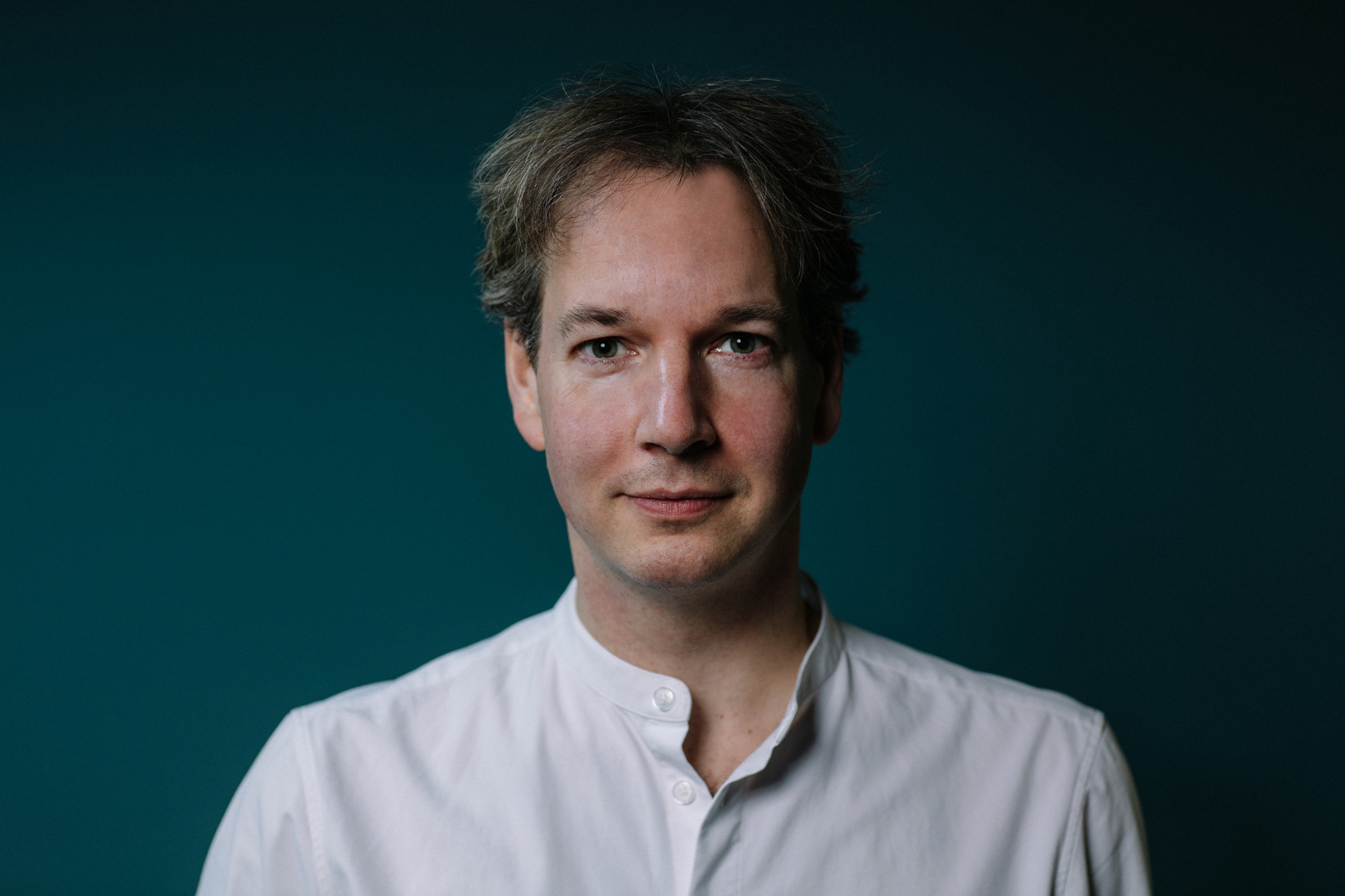
Felix Oldenburg (* 1976)

- Oldenburg, Ferdinand August (1799–1868), deutscher Schauspieler, Schriftsteller, Lithograf und Fotograf
- Oldenburg, Franz Pehr (1740–1774), schwedischer Pflanzensammler
- Oldenburg, Fred S. (1937–2016), deutscher Politologe und Ökonom
- Oldenburg, Friedrich Gustav von (* 1791), russischer General
- Oldenburg, Georg Friedrich von (1694–1758), preußischer Generalmajor
- Oldenburg, Georg Ludwig von (1855–1939), preußischer Offizier und Regent
- Oldenburg, Günter (1930–2016), deutscher Radrennfahrer
- Oldenburg, Günter (1931–2010), deutscher Militär, Generalmajor der LSK/LV der Nationalen Volksarmee
- Oldenburg, Helene (1868–1922), österreichische Afrikaforscherin, Autorin und Fotografin
- Oldenburg, Henry († 1677), Diplomat und Naturphilosoph
- Oldenburg, Horst (* 1939), deutscher Radrennfahrer
- Oldenburg, Ingeborg Alix von (1901–1996), deutsche Adlige, Mitglied des SS-Helferinnenkorps
- Oldenburg, Joachim von (1551–1622), deutscher Jurist und Hofbeamter
- Oldenburg, Johann Heinrich von, preußischer Major und Regimentschef des I. Stehenden Grenadier-Bataillons
- Oldenburg, Julius Rudolf Christof von (* 1735), preußischer Offizier und Ritter des Ordens Pour le Mérite
- Oldenburg, Jürgen (1926–1991), deutscher Politiker (SPD), MdL
- Oldenburg, Ludwig (1844–1909), deutscher Pädagoge, Journalist und Schriftsteller
- Oldenburg, Manfred, deutscher Dokumentarfilm-Regisseur
- Oldenburg, Marloes (* 1988), niederländische Ruderin
- Oldenburg, Nikolaus von (1897–1970), deutscher ErbgroßherzogNikolaus von Oldenburg (1897–1970)

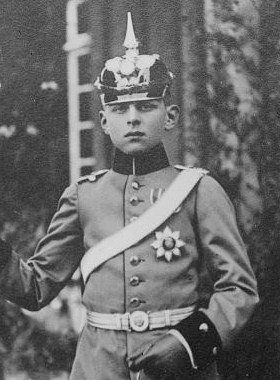
Nikolaus von Oldenburg (1897–1970)

- Oldenburg, Peter von (1812–1881), Prinz von Oldenburg
- Oldenburg, Ray (1932–2022), US-amerikanischer Soziologe und Stadtplaner
- Oldenburg, Rudolf (1879–1932), österreichischer Handelsreisender, Afrikaforscher und Fotograf
- Oldenburg, Sergei Fjodorowitsch (1863–1934), russischer Orientalist
- Oldenburg, Simone (* 1969), deutsche Politikerin (Die Linke)Simone Oldenburg (* 1969)

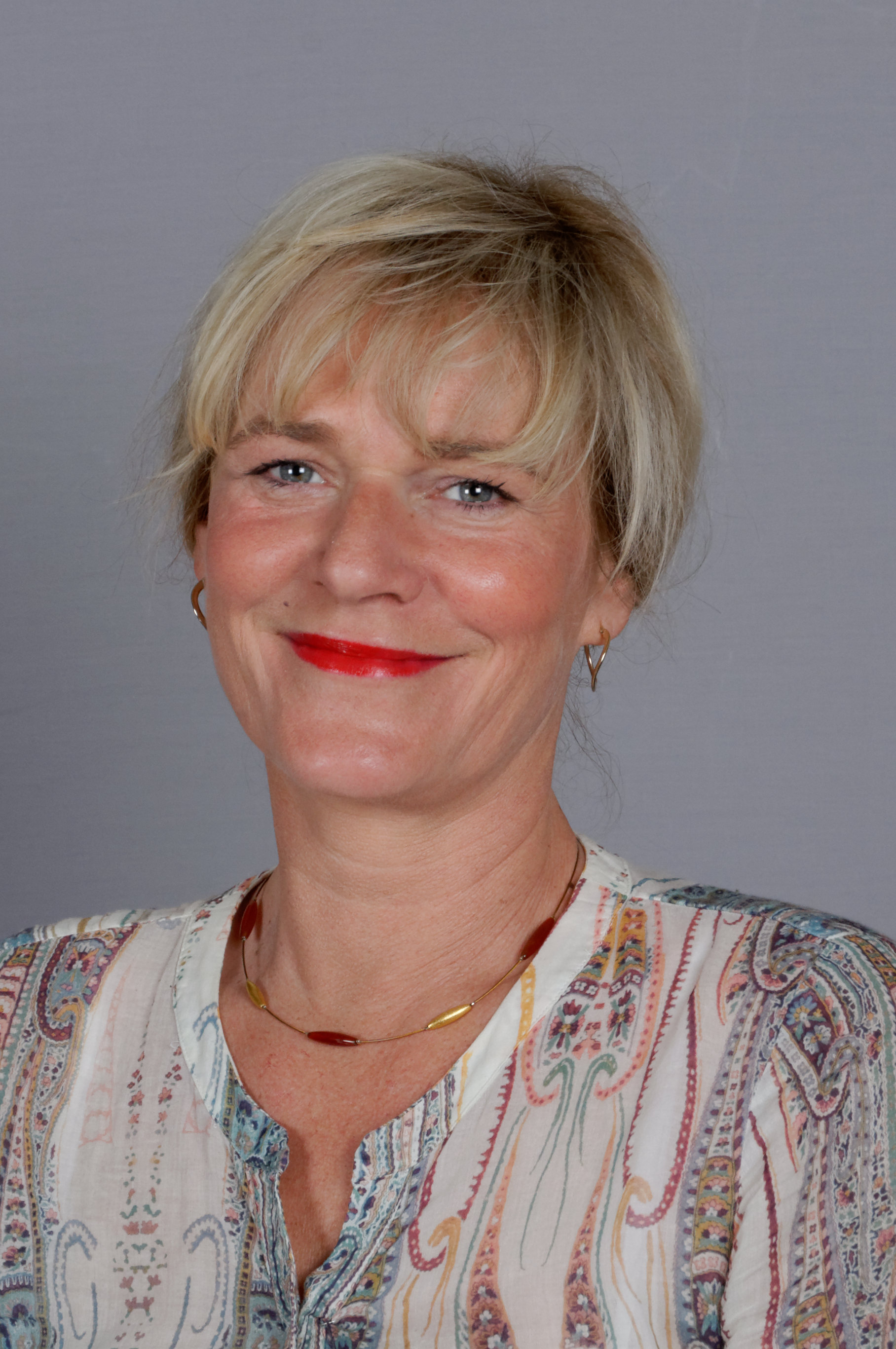
Simone Oldenburg (* 1969)

- Oldenburg, Sven (* 1973), deutscher Fußballspieler
- Oldenburg, Thomas (* 1965), deutscher Fußballtrainer und -spieler
- Oldenburg, Tim (* 1992), deutscher Basketballspieler
- Oldenburg, Vincent (1759–1833), deutscher Jurist, Oberaltensekretär und Senatssyndicus der Freien und Hansestadt Hamburg
- Oldenburg-Delmenhorst, Jakob von (1463–1484), deutscher Pirat
- Oldenburg-Januschau, Elard von (1855–1937), deutscher Großagrarier, Lobbyist und Politiker (Deutschkonservative Partei, DNVP), MdR
- Oldenburg-Schmidt, Katja (* 1959), deutsche Kommunalpolitikerin (parteilos)
- Oldenburg-Wittig, Lotte (* 1896), deutsche Malerin, Grafikerin und Illustratorin
- Oldenburger Baby (1997–2019), durch einen Schwangerschaftsabbruch geschädigtes Kind
- Oldenburger, Anke (* 1895), deutsche Malerin, Grafikerin und Bühnenbildnerin
- Oldenburger, Hans (1913–1991), deutscher Maler und Grafiker
- Oldenburger, Philipp Andreas († 1678), deutscher Rechtswissenschaftler
- Oldendorf, Ilona (* 1967), deutsche Fußballspielerin
- Oldendorf, Jesse B. (1887–1974), US-amerikanischer AdmiralJesse B. Oldendorf (1887–1974)

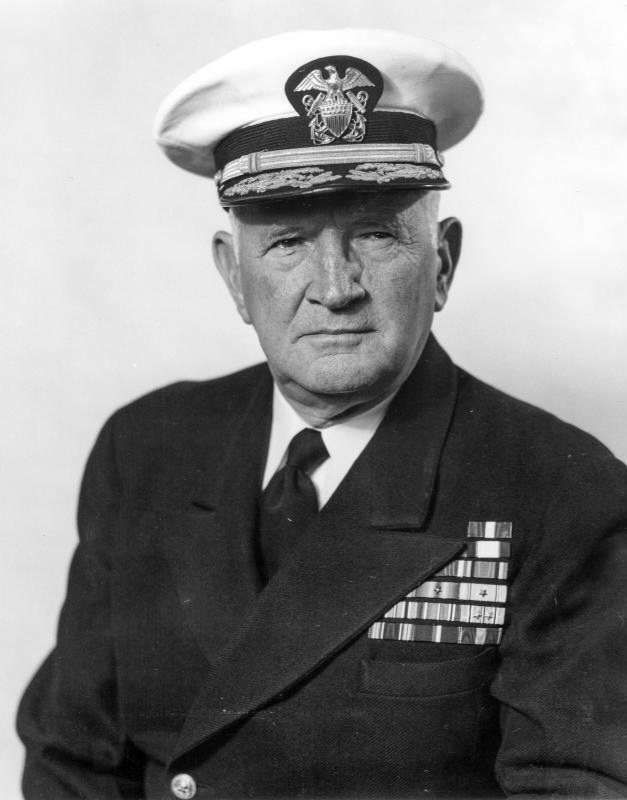
Jesse B. Oldendorf (1887–1974)

- Oldendorf, Rainer (* 1961), deutscher experimenteller Filmemacher und Künstler
- Oldendorf, William Henry (1925–1992), US-amerikanischer Neurologe
- Oldendorff, Adolph (1831–1896), deutscher Mediziner
- Oldendorff, Egon (1900–1984), deutscher Reeder
- Oldendorff, Klaus E. (1933–2003), deutscher Reeder
- Oldendorp, Eckhard von, deutscher Domherr
- Oldendorp, Johann († 1567), deutscher Jurist und Reformator
- Oldendow, Knud (1892–1975), dänischer Jurist, Beamter, Autor, Ornithologe und Inspektor sowie Landsfoged in Grönland
- Oldenhave, Mirjam (* 1960), niederländische Kinder- und Jugendautorin
- Oldenhof, Lisa (* 1980), australische Kanutin
- Oldenkott, Bernd (1925–2020), deutscher Botschafter
- Oldenkott, Herman (1730–1792), deutscher Tabakfabrikant
- Oldenkott, Jacob Bernhard (1853–1926), deutscher Tabakfabrikant
- Oldenkott, Jacobus Bernardus (1815–1853), niederländischer Tabakfabrikant
- Oldenkott, Paul (1889–1965), Tabakfabrikant in Ahaus
- Oldenkott, Paul Theodor (* 1934), deutscher Mediziner, Statthalter der Deutschen Statthalterei des Ritterordens vom Heiligen Grab zu Jerusalem
- Oldenland, Heinrich Bernhard (1663–1697), deutscher Botaniker
- Oldenstädt, Martin (1924–2004), deutscher Ingenieur und Politiker (CDU), MdB
- Oldenstein, Jürgen (* 1947), deutscher Provinzialrömischer Archäologe
- Oldenziel, Ruth (* 1958), niederländische Historikerin und Hochschullehrerin
- Olderdissen, Bernadette (* 1981), deutsche Reisejournalistin und Schriftstellerin
- Olderdissen, Hanno (* 1976), deutscher Filmregisseur
- Oldermann, Friedrich (1802–1874), deutscher Zeichner und Grafiker
- Oldermann, Renate (* 1950), deutsche Historikerin und Autorin
- Olderock, Max (1895–1972), deutscher Maler, avantgardistischer Vertreter des deutschen Expressionismus
- Olderog, Ernst-Rüdiger (* 1955), deutscher Informatiker, Professor für Theoretische Informatik an der Carl-von-Ossietzky-Universität Oldenburg
- Olderog, Rolf (1937–2024), deutscher Jurist und Politiker (CDU), MdL, MdB
- Olderogge, Dmitri Alexejewitsch (1903–1987), russischer Afrikanist, Anthropologe und Historiker
- Oldershausen, Burchard Detlef Carl Friedrich von (1770–1824), deutscher Freiherr, Jurist, Drost und Oberhauptmann
- Oldershausen, Carl von (1816–1884), deutscher Freiherr, Oberbürgermeister von Erfurt
- Oldershausen, Cuno von (1843–1914), deutscher Rittergutsbesitzer und Politiker (DHP), MdR
- Oldershausen, Erich von (1872–1945), deutscher Generalleutnant
- Oldershausen, Franziska von (1878–1934), deutsche Freiin, Oberlehrerin, Schulvorsteherin, Bürgervorsteherin und Kinderbuchautorin
- Oldershausen, Hans von (1876–1956), preußischer Landrat
- Oldershausen, Jobst Ludwig Adam von (1700–1754), deutscher Freiherr, Jurist und Landdrost
- Oldershausen, Martin von (1865–1924), deutscher Generalleutnant der Reichswehr
- Oldershaw, Mark (* 1983), kanadischer Kanute
- Oldesloe, Simon († 1412), deutscher Kaufmann und Bürgermeister der Hansestadt Lübeck
- Oldessem, Caecilia von († 1542), Äbtissin des Klosters Harvestehude und Domina des Stiftes St. Johannis
- Oldewelt, Ferdinand (1857–1935), niederländischer Maler und Kunstpädagoge

### Oldf
- Oldfather, Charles Henry (1887–1954), US-amerikanischer klassischer Philologe
- Oldfather, Irene (* 1954), schottische Politikerin
- Oldfather, William Abbott (1880–1945), US-amerikanischer klassischer Philologe und Hochschullehrer
- Oldfield, Anne (1683–1730), britische Schauspielerin
- Oldfield, Barbara (* 1950), australische Squashspielerin
- Oldfield, Barney (1878–1946), US-amerikanischer Rennfahrer
- Oldfield, Brian (1945–2017), US-amerikanischer Leichtathlet
- Oldfield, Clarence (1899–1981), südafrikanischer Sprinter und Mittelstreckenläufer
- Oldfield, Finnegan (* 1991), britisch-französischer Schauspieler
- Oldfield, Mike (* 1953), britischer Musiker, Komponist, Liedtexter und MusikproduzentMike Oldfield (* 1953)

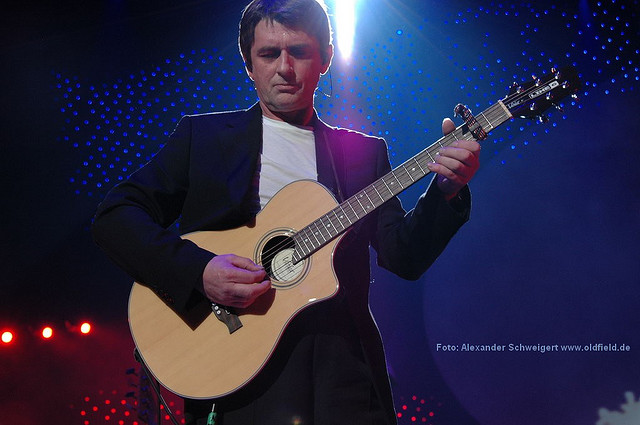
Mike Oldfield (* 1953)

- Oldfield, Pearl Peden (1876–1962), US-amerikanische Politikerin
- Oldfield, Sally (* 1947), britische Sängerin und Komponistin
- Oldfield, Terence (* 1949), britischer Komponist und Musiker
- Oldfield, William Allan (1874–1928), US-amerikanischer Politiker
- Oldford, Britne (* 1992), kanadische Schauspielerin

### Oldh
- Oldhafer, Konrad (* 1995), deutscher Fußballschiedsrichter und Jurist
- Oldhafer, Pia-Sophie (* 1992), deutsche Hockeyspielerin
- Oldham, Andrew Loog (* 1944), britischer Musiker und Manager
- Oldham, Bryan Davies, Baron Davies of (* 1939), britischer Politiker, Mitglied des House of Commons
- Oldham, C.J. (* 1991), US-amerikanischer Basketballspieler
- Oldham, Calvin (* 1961), US-amerikanischer Basketballspieler und -trainer
- Oldham, Charles Frederick (1832–1913), britischer Mediziner und Religionsgeschichtler
- Oldham, Gabriel (* 1983), Schweizer Sportjournalist und Fernsehmoderator
- Oldham, Joseph Houldsworth (1874–1969), schottischer anglikanischer Theologe und Missionar
- Oldham, Kate (* 2002), US-amerikanische Skilangläuferin
- Oldham, Kevin (1960–1993), US-amerikanischer Pianist und Komponist
- Oldham, Megan (* 2001), kanadische Freestyle-Skisportlerin
- Oldham, Paul (* 1977), britischer Cyclocrossfahrer
- Oldham, Richard Dixon (1858–1936), britischer Geologe und Mitglied der Royal Society
- Oldham, Sam (* 1993), britischer Kunstturner
- Oldham, Spooner (* 1943), US-amerikanischer Songwriter und Studiomusiker
- Oldham, Thomas (1816–1878), irischer Geologe
- Oldham, Todd (* 1961), US-amerikanischer Designer
- Oldham, Will (* 1970), US-amerikanischer Alternative-Country-MusikerWill Oldham (* 1970)

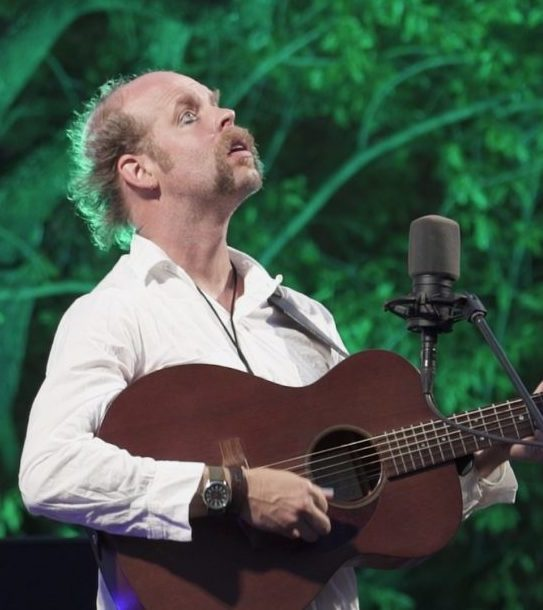
Will Oldham (* 1970)

- Oldham, William Kavanaugh (1865–1938), US-amerikanischer Politiker, Gouverneur von Arkansas
- Oldham, Williamson Simpson (1813–1868), US-amerikanischer Jurist und Politiker

### Oldi
- Oldiges, Martin (1940–2016), deutscher Hochschullehrer für Öffentliches Recht

### Oldm
- Oldman, Albert (1883–1961), britischer Boxer
- Oldman, Gary (* 1958), britischer SchauspielerGary Oldman (* 1958)

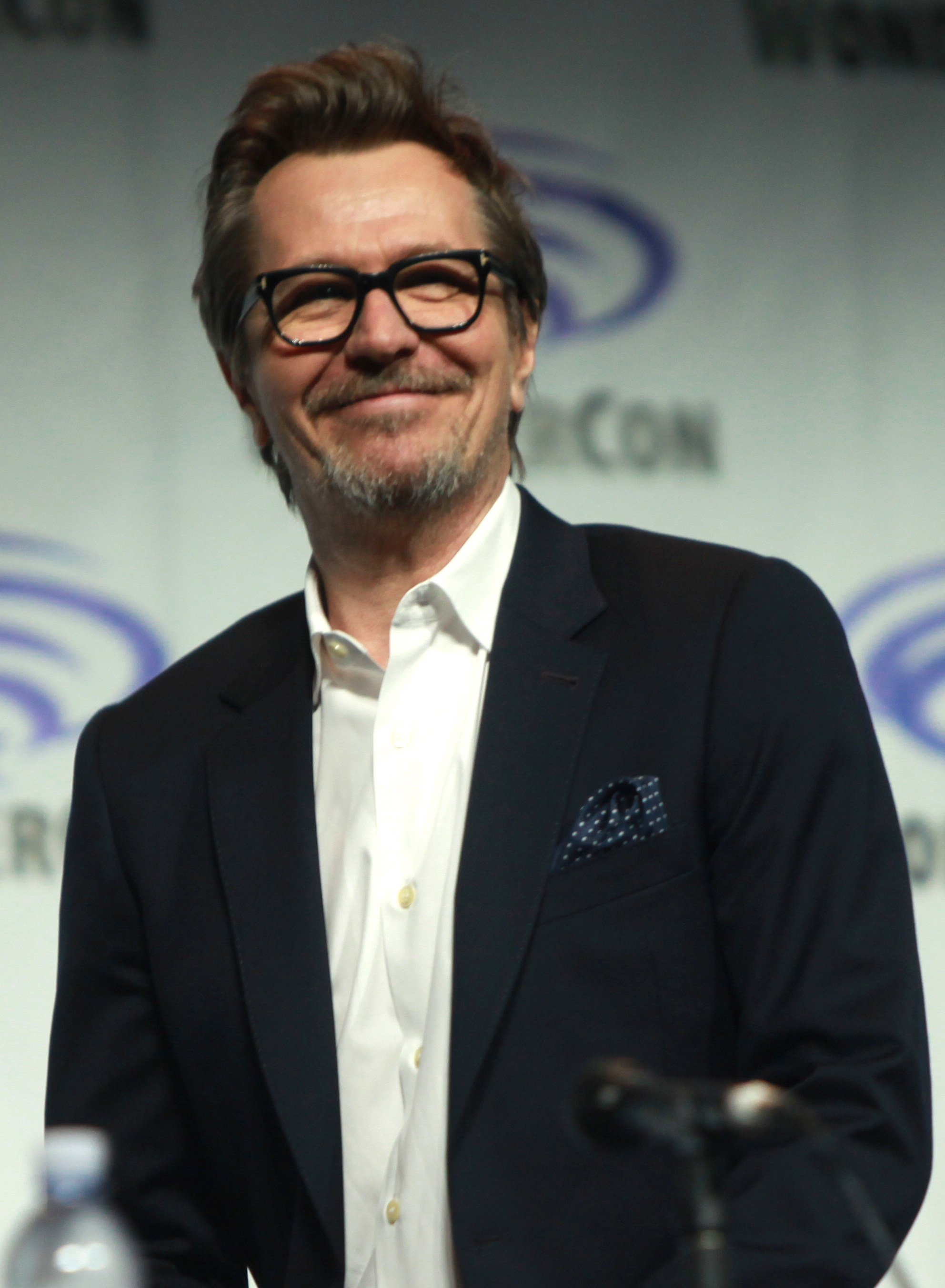
Gary Oldman (* 1958)

### Oldo
- Oldofredi-Hager, Julie Marie Christine von (1813–1879), österreichische Dichterin
- Oldoini, Enrico (1946–2023), italienischer Drehbuchautor und Filmregisseur
- Oldoini, Virginia (1837–1899), italienische Kurtisane, Fotomodell und Mätresse des französischen Kaisers Napoleon III.
- Oldoni, Pedro (* 1985), brasilianischer Fußballspieler
- Oldorf, Hans (1896–1964), deutscher Politiker (SPD), MdL
- Oldörp, Andreas (* 1959), deutscher Installationskünstler und Bildhauer

### Oldr
- Oldrati, Thomas (* 1989), italienischer Endurosportler
- Oldřich († 1034), Herzog von Böhmen aus der Dynastie der Přemysliden (1012–1034)
- Oldroyd, Darren (* 1966), englischer Fußballspieler
- Oldroyd, David R. (1936–2014), australischer Wissenschaftshistoriker und Geologe
- Oldroyd, James G. (1921–1982), britischer angewandter Mathematiker
- Oldroyd, William (* 1979), britischer Film- und Theaterregisseur

### Olds
- Olds, Carl (1912–1979), US-amerikanischer Mathematiker
- Olds, Chauncey N. (1816–1890), US-amerikanischer Jurist und Politiker
- Olds, Edson B. (1802–1869), US-amerikanischer Politiker
- Olds, James (1922–1976), US-amerikanischer Psychologe
- Olds, Ransom Eli (1864–1950), Gründer des Automobilherstellers OldsmobileRansom Eli Olds (1864–1950)

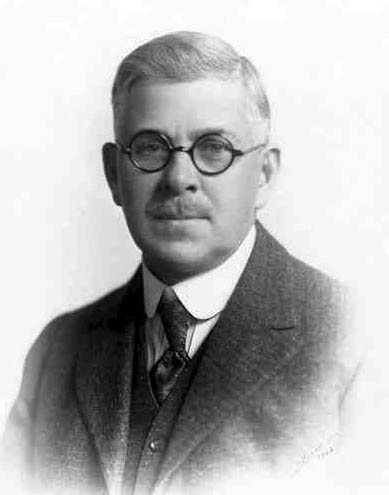
Ransom Eli Olds (1864–1950)

- Olds, Robert E. (1875–1932), US-amerikanischer Rechtsanwalt und Politiker
- Olds, Sharon (* 1942), US-amerikanische Dichterin
- Olds, Shelley (* 1980), US-amerikanische Radrennfahrerin
- Öldscheitü (1280–1316), mongolischer Ilchan von Persien
- Oldsen, Johannes (1894–1958), deutscher Politiker (SSW), MdL
- Oldsen, Sonja (* 1964), deutsche Basketballspielerin
- Öldsiibajar, Tserendschawyn (* 1946), mongolischer Sportschütze
- Oldstone, Michael (1932–2023), US-amerikanischer Virologe und Experte auf dem Gebiet der Virusinfektionen
- Oldswoi, Daschnjamyn (* 1949), mongolischer Boxer